# Бялути (Вармінсько-Мазурське воєводство)
Бялути (пол. Białuty, нім. Bialutten) — село в Польщі, у гміні Ілово-Осада Дзялдовського повіту Вармінсько-Мазурського воєводства.
Населення — 557 осіб (2011).
У 1975-1998 роках село належало до Цехановського воєводства.

## Демографія
Демографічна структура станом на 31 березня 2011 року:
|          | Загалом | Допрацездатний вік | Працездатний вік | Постпрацездатний вік |
| -------- | ------- | ------------------ | ---------------- | -------------------- |
| Чоловіки | 271     | 70                 | 179              | 22                   |
| Жінки    | 286     | 68                 | 163              | 55                   |
| Разом    | 557     | 138                | 342              | 77                   |